# Tratado de filosofía básica

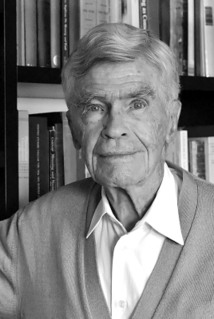
Mario Bunge, autor del Tratado de filosofía básica.

El Treatise on Basic Philosophy (Tratado de filosofía básica en su traducción al castellano), es la obra principal del filósofo argentino nacionalizado canadiense Mario Bunge, y una de las aportaciones más ambiciosas de la filosofía contemporánea universal. En el Tratado Bunge expone las ideas principales de su sistema filosófico, en particular aquellas relacionadas con su concepto de «filosofía exacta».
El Tratado se compone de ocho volúmenes inicialmente publicados entre 1974 y 1989 en inglés, y reeditados desde entonces por la editorial Springer. La editorial española Laetoli publica desde 2013 una traducción sistemática de la obra de Bunge, incluidos los libros del Tratado, en su Biblioteca Bunge.

## La obra
El Tratado es un esfuerzo por construir un sistema que abarque todos los campos de la filosofía contemporánea, enfocados especialmente en los problemas que suscita el conocimiento científico. El hincapié de Bunge en el rigor metodológico—buscado con el uso de herramientas formales (lógico-matemáticas) y de conocimiento fundado científicamente-, su amplitud temática, su originalidad y su mencionado carácter sistémico hacen del Tratado uno de los emprendimientos filosóficos más ambiciosos de los últimos siglos.

### Estructura
Se encuentra organizado de acuerdo a un plan, según cinco apartados principales:
- La semántica es tratada en los volúmenes primero[5] y segundo.[6] Allí Bunge presenta sus teorías sobre la verdad y el lenguaje. Bunge indica que el significado está formado por su sentido y referencia, además argumenta en favor de una teoría de la verdad de carácter parcial, la cual se enfrenta a las pretensiones del neopositivismo.[7]

- La ontología es analizada en el tercer[8] y cuarto volumen.[9] Allí Bunge presenta y analiza la estructura de la realidad: se destaca la concepción sistémica de Bunge, de acuerdo a ella la perspectiva del sistema se impone por sobre toda consideración individualista en ontología.[10]

- La epistemología es analizada en el quinto y sexto volumen. Allí Bunge presenta su teoría del conocimiento que se opone al subjetivismo y fenomenismo, además aboga por una perspectiva de realismo crítico.[11]

- La filosofía de la ciencia y de la tecnología es analizada en el séptimo volumen.[12] Allí Bunge aboga por la necesidad de una fundamentación científica del conocimiento. Entre los temas que trata en este volumen se encuentran las ciencias formales y físicas incluida la vida y su estudio, la teleología y la sistemática, la genética y la evolución, el cerebro y la mente, la neurociencia y la neuropsicología, temas de psicología social y sociobiología. También trata temas de las ciencias sociales incluidos la sociedad y su estudio, la antropología, la lingüística, la sociología y la politología, economía e historia. Por último en una sección se dedica a la tecnología abarcando aspectos desde la ingeniería a la teoría de decisiones.[10]

- La ética es analizada en el octavo volumen.[13] Allí Bunge analiza ciertos temas básicos de la filosofía práctica, en particular los conceptos de  «correcto» y «bien». Entre los temas que trata en este volumen se encuentran los valores y sus raíces; la riqueza y la teoría del valor; la moral, sus raíces y cambios en la moralidad; ética y tipos de teorías éticas, metaética; teoría de la acción y filosofía social; valores y morales para un futuro viable.